# +プレデターパワースワーブ
+プレデターパワースワーブとは、アディダス社が偶数年に一度デザインや機能を一新し発売するプレデターシリーズの9代目モデルである。
新しくなった機能は、新型のプレデターラバーやシューレースホール、シュータンフリップなど細部に改良を加えられ、フィッティング性が向上された。粉状のタングステンパウダーが内蔵された新型「ダイナミックパワーパルスソックライナー」（中敷）がボールスピードを加速し、さらに細かいタッチを実現できる。スタッドも形と位置がやや改良され、HG（ハードグラウンド）スタッドはロングパイル人工芝にも対応するようになった。今まで一度切れてしまうと容易に交換が出来なかったシュータンバンドも取替え可能になった。ノーマルモデルとワイドフィットモデル（販売名ではWFと表記）が追加され、足幅の広い日本人層をターゲットにもしてある。
こちらのテイクダウンモデルは「+プレデターアブソリオン　パワースワーブ」と「+アブソラド　パワースワーブ」の「+プレデター　パワースワーブ」に加えた二つがある。両者共に前モデル+プレデターアブソリュートのテイクダウンモデルと同じ名前が使われている。
「+プレデターアブソリオン　パワースワーブ」の機能は新型のプレデターラバーは搭載されているものの、前述した「ダイナミックパワーパルスソックライナー」と、スタッドの位置が少し変わっている。使用されている皮革はオックスハイド皮革という、安値の革が使用されている。
さらにその下の「+アブソラド　パワースワーブ」には、プレデターラバーも、「ダイナミックパワーパルスソックライナー」も搭載されておらず、皮革も最も安値の人工皮革である。